# XENO-T
XENO-T(ゼノ-T)は、大韓民国の5人組男性アイドルグループ。2013年10月ミニアルバム『Dogg's out』でデビューし、ToppDogg（トップドッグ、韓:탑독）として活動していたが、2018年2月にグループ名をXENO-Tに改名した。

## 概要
韓国の第一世代ラッパーであるチョPDことチョ・ジュンフンがプロデュースした13人組ボーイ・バンド。ファンクラブの名前はToppKlass。
メンバー8人の脱退に伴い、2018年グループ名をXENO-T（ジェノティー）に改名。XENO-TはxenogeneicとTop classを合わせた造語である。

## 来歴
2013年10月22日、デビューショーケースを行いToppDoggとして韓国でデビュー。
2014年1月17日アルバム『Arario』を発売し、2014年1月のガオン月間アルバムチャートで27位を記録。
このアルバムの収録曲である「入ってきて」のMVはBoAの兄であるクォン・スンウクが監督をした。
6月9日ミニアルバム『AmadeuS』を韓国で発売。このアルバムは6月付のガオンアルバムチャートで15位を記録している。
8月6日、日本ファーストアルバム『AmadeuS』を発売。8月8日、品川プリンスホテルにてショーケースと記者会見を行った。
2015年1月6日-1月7日、zeppダイバーシティ東京にて日本初の単独コンサート「ToppDogg "ANNIEVERSRY" Concert～ANNIE～」を開催。
2016年11月7日、ファーストフルアルバム「First Street」リリースし、ショーケースを開催。
2017年9月、メンバーの今後の予定が公表され、サンド、Xero、B-Joo、Yano、ホジュンがKBS「The Unit」への出演を決定。アトムはJBJとして活動中、ハンソルはチーム脱退後兵役に行く予定であり、リーダーPグンも兵役に行く予定で除隊後に協議予定、ナクタはソロ活動に専念するため脱退すると発表。
2018年2月、アトムことキム・サンギュンが「プロデュース101」シーズン2への出演と同時にグループを脱退していたことを明らかにし、サンド、ホジュン、ビジュ、ゼロ、ヤノでグループ名をXENO-Tに改めグループ活動を再開することを発表。
2018年5月1日、シングル発売記念ショーケースを日本で開催し、5月30日、日本デビューシングル 「どこにいても」発売。

## メンバー
| 芸名       | 芸名   | 芸名     | 本名             | 本名        | 本名           | 生年月日               | 旧芸名             | 備考                                     |
| 日本語     | 英語   | ハングル | 日本語           | 英語        | ハングル       | 生年月日               | 旧芸名             | 備考                                     |
| ---------- | ------ | -------- | ---------------- | ----------- | -------------- | ---------------------- | ------------------ | ---------------------------------------- |
| ホジュン   | HoJoon | 호준     | チョン・ホジュン | Jun Ho-Joon | 전호준         | 1992年10月31日（32歳） |                    |                                          |
| サンド     | SangDo | 상도     | ユ・サンド       | Yu Sang-Do  | 유상도         | 1993年3月2日（32歳）   |                    |                                          |
| ビジュ     | 비쥬   | B-Jyu    | キム・ビョンジュ | 김병주      | Kim Byeong-Joo | 1994年1月8日（31歳）   | B-Joo (비주)       |                                          |
| ゼロ       | 제로   | Xero     | シン・ジホ       | 신지호      | Shin Ji-Ho     | 1994年2月3日（31歳）   |                    |                                          |
| サンウォン | 상원   | SangWon  | ソ・サンウォン   | 서상원      | Seo Sang-Won   | 1995年9月27日（29歳）  | Yano（야노・ヤノ） | 「XLIMIT」として楽曲制作活動も行っている |

### 元メンバー
| 芸名     | 芸名   | 芸名     | 本名             | 本名         | 本名           | 生年月日               |
| 日本語   | 英語   | ハングル | 日本語           | 英語         | ハングル       | 生年月日               |
| -------- | ------ | -------- | ---------------- | ------------ | -------------- | ---------------------- |
| キド     | 키도   | Kidoh    | ジン・ヒョサン   | Jin Hyo-Sang | 진효상         | 1992年12月16日（32歳） |
| ゴン     | 곤     | Gohn     | キム・ドンソン   | 김동성       | Kim Dong-Seong | 1992年8月1日（32歳）   |
| ソグン   | 서궁   | SeoGoong | パク・ヒョノ     | 박현호       | Park Hyeon-Ho  | 1992年5月1日（33歳）   |
| Pグン    | 피군   | P-Goon   | パク・セヒョク   | 박세혁       | Park Se-Hyeok  | 1991年10月18日（33歳） |
| ジェニシ | 제니씨 | Jenissi  | キム・テヤン     | 김태양       | Kim Tae-Yang   | 1991年8月2日（33歳）   |
| ナクタ   | 낙타   | Nakta    | シン・ユンチョル | 신윤철       | Shin Yoon-Chul | 1993年4月24日（32歳）  |
| ハンソル | 한솔   | Hansol   | キム・ハンソル   | 김한솔       | Kim Han-Sol    | 1993年6月15日（31歳）  |
| アトム   | 아톰   | A-tom    | キム・サンギュン | 김상균       | Kim Sang-Kyun  | 1995年5月23日（29歳）  |

## 作品(XENO-T)

### 日本

#### シングル
- どこにいても(2018年)[15]

## 作品(ToppDogg)

### 韓国

#### ミニアルバム
- Dogg's out(2013年)
- Cigarette(2013年) - Dogg's Outリパッケージ
- Arario(2014年)
- Arario Special Album(2014年) - Ararioリパッケージ
- 이건 아니지 않나 싶어
- AmadeuS(規格品番 DK0804、2014年) -  Deluxe Edition
- Anniversary(2014年)
- THE BEAT(2015年)

#### アルバム
- First Street(2016年)[12]

### 日本

#### アルバム
- AmadeuS(規格品番 POCS-1175、2014年)[10]

## コンサートツアー
- ToppDogg “ANNIEVERSARY”Concert～ANNIE～(2015年) - 日本[5]
- World ToppKlass(2015年9月) - 欧州ツアー[17]

## 出演
- 愛してる大韓民国！2015ドリームコンサート(2015年)[17]

## 受賞歴
- KMC AWARDS 2014 ベスト男性ダンスパフォーマンス賞(2015年、フランス)[18]